# 新田甚左衛門
新田 甚左衛門（甚左衞門、にった じんざえもん、1847年（弘化4年3月）- 1908年（明治41年）10月12日）は、明治期の篤農家、実業家、政治家。衆議院議員。北陸の繊維産業の振興に大きな貢献をした。

## 経歴
加賀国能美郡浜開発村（石川県能美郡江ノ島村、根上村字浜開発、根上町を経て現能美市浜開発町）で、代々農業の家に生まれた。
1877年（明治10年）長野県、群馬県から良質の桑苗を導入して桑園の改良を試みた。1879年（明治12年）から1881年（明治14年）にかけて私費で長野県から養蚕教師を招聘し、自宅を会場として近隣の農家に技術習得の機会を提供した。1884年（明治17年）5月、北陸繭改良本部小松出張所管内第11区総組長に就任。1886年（明治19年）6月、能美郡蚕糸業幹事に就任し郡内の養蚕製糸の改良に尽力した。
1886年、国内産業発展のため輸出織物の振興を図り、同志・吉岡藤左衛門と共に群馬県桐生から星野伝四郎を招いて羽二重製造の技術を習得し、1887年（明治20年）10月、小松小馬出町に能美郡機業改良会社を設立して社長に就任。羽二重、縮緬、絽、繻子を製造し、染織、精練も行い、郡内の輸出羽二重業者の増加に貢献した。しかし急激な設備投資のため赤字となり、1890年（明治23年）会社組織から個人経営に改組して新田機業場と改称した。1891年（明治24年）から1893年（明治26年）まで富山県の依頼により羽二重伝習所を設置した。1894年（明治27年）能美郡織物同業組合を設立し組会長に就任。同年、輸出羽二重検査組合長に就任し製品に証票を付して粗製乱造を防いだ。1896年（明治29年）石川県絹織物同業組合が設立され頭取に就任。1905年（明治38年）精練事業の統一を図るため石川県精練 (株) が設立されると取締役となった。
政界では、能美郡高坂村外12箇村戸長に就任。石川県会議員には、1882年（明治15年）7月から1890年8月までの間に6回選出され、自由党に所属した。1892年（明治25年）2月、第2回衆議院議員総選挙に石川県第2区から弥生倶楽部所属で出馬して当選したが、裏では吏党と通じていた。衆議院議員に1期在任し、同年9月28日に議員を辞職した。